# Робертс, Альфред
Альфред Робертс (англ. Alfred Roberts; 18 апреля 1892 года, Рингстед, Англия — 10 февраля 1970 года, Грантем, Англия) — английский бакалейщик, проповедник без духовного сана, олдермен и мэр Грантема. Отец Маргарет Тэтчер.

## Биография
Робертс родился в Рингстеде, Нортгемптоншир. Был пятым из семи детей. Отец, Бенджамин Эбенезер Робертс (1857—1925), был родом из Рингстеда, мать, Эллен Смит (1857—1935), имела ирландские корни по материнской линии.
Плохое зрение Робертса означало, что он не мог продолжить семейное обувное дело. В 13 лет он бросил школу, чтобы помогать семье. Позже он переехал в Грантем (Линкольншир), где получил работу в качестве ученика зеленщика, хотя изначально он хотел стать учителем.
Через четыре года после переезда в Грантем, Робертс встретил Беатрис Ител Стивенсон (1888—1960) через методистскую церковь на Finkin Street, которую он посещал каждое воскресенье. Они поженились 28 мая 1917 года. Обе их дочери родились в Грантаме: Мюриель Каллен (1921 — 3 декабря 2004 года) и Маргарет (1925—2013). В 1919 году они купили бакалейную лавку. В 1923 году Робертс открыл второй магазин.